# Laminowanie folii ceramicznych
Laminowanie folii ceramicznych – metoda wytwarzania ceramicznych tworzyw gradientowych polegającą na spiekaniu cienkich półfabrykatów ceramicznych wytworzonych w procesie prasowania rolkowego (ang. Roll pressing) lub techniką odlewania na ruchome podłoże gęstwy ceramicznej (ang. Tape casting).